# Tettigidea angustihumeralis
Tettigidea angustihumeralis är en insektsart som beskrevs av Podgornaya 1999. Tettigidea angustihumeralis ingår i släktet Tettigidea och familjen torngräshoppor. Inga underarter finns listade i Catalogue of Life.